# Crassula barbata
Crassula barbata (Thumb., 1778) è una pianta succulenta appartenente alla famiglia delle Crassulaceae, endemica della Provincia del Capo Occidentale, in Sudafrica. Nello specifico la si può trovare nell'area compresa tra il grande Karoo, a partire dalla penisola del Capo, fino all'area circostante la città di Prince Albert, a est.
L'epiteto specifico deriva dal latino barba e si rifà chiaramente all'aspetto della pianta, coperta da una fitta peluria.

## Descrizione
C. barbata è una pianta annuale o biennale, formata da rosette monocarpiche, in genere solitarie o a piccoli gruppi. Queste rosette sono alte circa 3 centimetri, infiorescenze escluse, ne misurano 3–4 cm e presentano delle radici fascicolate.
Le foglie più interne sono di forma obovata, lunghe 15 mm per 12 mm in larghezza, mentre quelle più esterne, più vecchie, raggiungono i 15 mm in lunghezza per 40 mm in larghezza, di forma da obtriangolare a circolare. Sono generalmente glabre, di colore da verde a grigio-verde, mentre sui margini presentano le caratteristiche ciglia bianche, ascendenti e lunghe circa mezzo centimetro. Inoltre grazie agli idatodi presenti sulle foglie questa pianta è in grado di assorbire la maggior parte dell'acqua di cui ha bisogno per sopravvivere.
Le infiorescenze a tirso crescono in posizione terminale, cominciando a svilupparsi durante il periodo primaverile, e sono unite alla pianta attraverso un lungo peduncolo eretto, alto tra i 15 e i 30 cm, in genere semplice ma a volte ramificato in alcune dicasia. Sul peduncolo si ritrovano anche delle brattee disposte a coppie, di dimensioni decrescenti verso l'alto.
I fiori, di colore bianco-rosato, presentano corti sepali carnosi, di forma da ovale a triangolare, e colore verde, lunghi 2,5–3 mm, glabri e con alcune ciglia marginali. La corolla di forma tubolare è composta da petali brevemente fusi tra loro alla base, lunghi 3,5-5,5 mm e di forma oblunga con punte ricurve. Gli stami, lunghi tra 3 e 4,5 mm presentano delle antere di colore nero.
Si tratta di una specie monocarpica, ovvero una volta che una rosetta produce l'infiorescenza, questa muore, concludendo il suo ciclo vitale. La pianta comunque sopravvivrà, propagandosi sia attraverso i semi che grazie ai polloni che si sviluppano alla sua base.

## Tassonomia

### Sottospecie
Al momento, oltre alla pianta in sé, è accettata una sola sottospecie:
- Crassula barbata subsp. broomii (Schönland) Toelken[10][11]

Questa sottospecie, diffusa in un areale più ristretto nei pressi della cittadina di Victoria West, differisce principalmente per la ciglia, più piccole di quelle della specie principale, che generalmente non superano il millimetro. Inoltre le foglie raggiungono dimensioni leggermente maggiori, crescendo infatti fino a 40 mm in lunghezza e 35 mm in larghezza.
La C. barbata subsp. broomii venne inizialmente classificata da Selmar Schönland, nel 1907, come una specie a sé stante, col nome di Crassula broomii, basionimo dell'attuale denominazione.
Per indicare la specie principale viene talvolta utilizzato il nome C. barbata subsp. barbata.